# Brussels Airlines
Brussels Airlines (IATA: SN, OACI: BEL) es la aerolínea nacional de Bélgica y su base se encuentra en el Aeropuerto de Bruselas-Zaventem. La aerolínea es miembro de la Star Alliance desde el 2009 y también es miembro de IATA y de la Association of European Airlines (AEA).

## Historia

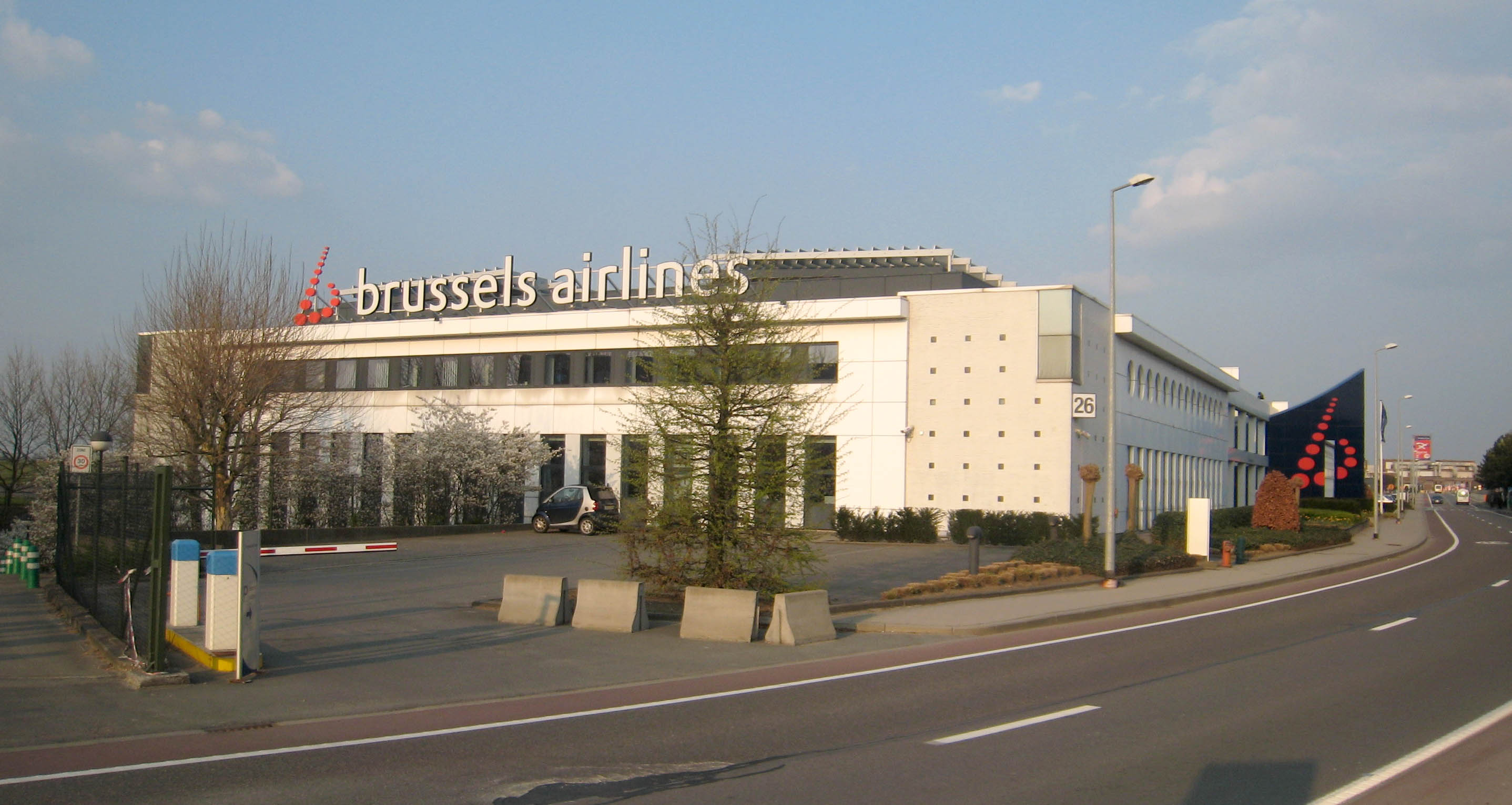
La sede de Brussels Airlines

Brussels Airlines fue creada por la fusión de SN Brussels Airlines (SNBA) y Virgin Express. El 12 de abril de 2005, SN Airholding, la compañía detrás de SNBA firmó un acuerdo con Richard Branson, otorgándole el control de Virgin Express. El 31 de marzo de 2006, SNBA y Virgin Express anunciaron su fusión en una única compañía. El 7 de noviembre de 2006, el nuevo nombre, Brussels Airlines, fue anunciado en una conferencia de prensa en el Aeropuerto de Bruselasm. Brussels Airlines inició sus operaciones el 25 de marzo de 2007. 
La aerolínea espera acaparar al menos el 55 % del mercado del Aeropuerto de Bruselas-Zaventem. Brussels Airlines sumará destinos de largo alcance, especialmente a Norteamérica, e intentará reforzar su posicionamiento de la aerolínea en África. La aerolínea también anunció que planea expandir su flota de largo alcance, el cual hasta el momento consta de tres Airbus A330-300. En enero de 2007, la compañía anunció que había adquirido un cuarto Airbus A330-300, procedente de la liquidada compañía Air Madrid. En diciembre de 2009 la compañía entró en la alianza de aerolíneas Star Alliance.

## Destinos
| Países                          | Destinos           | Aeropuertos                                                     |
| África                          | África             | África                                                          |
| ------------------------------- | ------------------ | --------------------------------------------------------------- |
| Angola                          | Luanda             | Aeropuerto Int. Quatro de Fevereiro                             |
| Benín                           | Cotonú             | Aeropuerto de Cotonú-Cadjehoun                                  |
| Burkina Faso                    | Uagadugú           | Aeropuerto de Uagadugú                                          |
| Burundi                         | Buyumbura          | Aeropuerto Int. de Bujumbura                                    |
| Camerún                         | Duala              | Aeropuerto Int. de Duala                                        |
| Camerún                         | Yaundé             | Aeropuerto Int. de Yaundé Nsimalen                              |
| Costa de Marfil                 | Abiyán             | Aeropuerto Port Bouet                                           |
| Egipto                          | Hurgada            | Aeropuerto Int. de Hurghada                                     |
| Egipto                          | Sharm el-Sheij     | Aeropuerto Int. de Sharm el-Sheij (estacional)                  |
| Gambia                          | Banjul             | Aeropuerto Int. Yundum                                          |
| Ghana                           | Acra               | Aeropuerto Int. de Kotoka                                       |
| Guinea                          | Conakri            | Aeropuerto Int. Ahmed Sékou Touré                               |
| Kenia                           | Nairobi            | Aeropuerto Int.Jomo Kenyatta                                    |
| Liberia                         | Monrovia           | Aeropuerto Int. Roberts                                         |
| Marruecos                       | Marrakech          | Aeropuerto de Marrakech-Menara (estacional)                     |
| Marruecos                       | Nador              | Aeropuerto Int. de Nador (estacional)                           |
| Marruecos                       | Rabat              | Aeropuerto de Rabat-Salé                                        |
| Marruecos                       | Tánger             | Aeropuerto de Tánger-Ibn Battuta (estacional)                   |
| República Democrática del Congo | Kinsasa            | Aeropuerto Int. de N'Djili                                      |
| Ruanda                          | Kigali             | Aeropuerto Int. de Kigali                                       |
| Senegal                         | Dakar              | Aeropuerto Int. Blaise Diagne                                   |
| Sierra Leona                    | Freetown           | Aeropuerto Int. de Lungi                                        |
| Togo                            | Lomé               | Aeropuerto de Lomé-Tokoin                                       |
| Túnez                           | Monastir           | Aeropuerto Int. de Monastir-Habib Burguiba (estacional)         |
| Túnez                           | Yerba              | Aeropuerto Int. de Yerba-Zarzis (estacional)                    |
| Uganda                          | Entebbe            | Aeropuerto Int. de Entebbe                                      |
| América del Norte               |                    |                                                                 |
| Estados Unidos                  | Nueva York         | Aeropuerto Int. John F. Kennedy                                 |
| Estados Unidos                  | Washington D. C.   | Aeropuerto Int. de Washington-Dulles (estacional)               |
| Asia                            |                    |                                                                 |
| Armenia                         | Ereván             | Aeropuerto Int. de Zvartnots                                    |
| Israel                          | Tel Aviv           | Aeropuerto Int. Ben Gurión                                      |
| Europa                          |                    |                                                                 |
| Alemania                        | Berlín             | Aeropuerto de Berlín-Brandeburgo Willy Brandt                   |
| Alemania                        | Fráncfort del Meno | Aeropuerto de Fráncfort del Meno                                |
| Alemania                        | Hamburgo           | Aeropuerto de Hamburgo                                          |
| Alemania                        | Múnich             | Aeropuerto Int. de Múnich-Franz Josef Strauss                   |
| Austria                         | Viena              | Aeropuerto de Viena-Schwechat                                   |
| Bélgica                         | Bruselas           | Aeropuerto de Bruselas (HUB)                                    |
| Croacia                         | Dubrovnik          | Aeropuerto de Dubrovnik (estacional)                            |
| Croacia                         | Split              | Aeropuerto de Split (estacional)                                |
| Croacia                         | Zadar              | Aeropuerto de Zadar                                             |
| Dinamarca                       | Billund            | Aeropuerto de Billund                                           |
| Dinamarca                       | Copenhague         | Aeropuerto de Copenhague-Kastrup                                |
| Eslovenia                       | Liubliana          | Aeropuerto de Liubliana                                         |
| España                          | Alicante           | Aeropuerto de Alicante-Elche Miguel Hernández                   |
| España                          | Barcelona          | Aeropuerto de Barcelona-El Prat                                 |
| España                          | Bilbao             | Aeropuerto de Bilbao                                            |
| España                          | Fuerteventura      | Aeropuerto de Fuerteventura (reinicia el 27 de octubre de 2024) |
| España                          | Lanzarote          | Aeropuerto de Lanzarote César Manrique                          |
| España                          | Las Palmas         | Aeropuerto de Gran Canaria                                      |
| España                          | Madrid             | Aeropuerto de Madrid-Barajas                                    |
| España                          | Málaga             | Aeropuerto de Málaga-Costa del Sol                              |
| España                          | Palma de Mallorca  | Aeropuerto de Palma de Mallorca (estacional)                    |
| España                          | Tenerife           | Aeropuerto de Tenerife Sur-Reina Sofía                          |
| Finlandia                       | Kittilä            | Aeropuerto de Kittilä (estacional)                              |
| Francia                         | Burdeos            | Aeropuerto de Burdeos-Mérignac (estacional)                     |
| Francia                         | Estrasburgo        | Aeropuerto de Estrasburgo                                       |
| Francia                         | Lyon               | Aeropuerto de Lyon-Saint Exupéry                                |
| Francia                         | Marsella           | Aeropuerto de Marsella-Provenza                                 |
| Francia                         | Niza               | Aeropuerto de Niza-Costa Azul                                   |
| Francia                         | París              | Aeropuerto de París-Charles de Gaulle                           |
| Francia                         | Toulouse           | Aeropuerto de Toulouse-Blagnac                                  |
| Grecia                          | Atenas             | Aeropuerto Int. Eleftherios Venizelos                           |
| Grecia                          | Corfú              | Aeropuerto Int. de Corfú Ioannis Kapodistrias (estacional)      |
| Grecia                          | Cos                | Aeropuerto Int. de Kos-Hipócrates (estacional)                  |
| Grecia                          | Heraclión          | Aeropuerto Int. de Heraclión Nikos Kazantzakis (estacional)     |
| Grecia                          | La Canea           | Aeropuerto Int. de La Canea                                     |
| Grecia                          | Mitilene           | Aeropuerto Int. de Mitilene Odysseas Elytis                     |
| Grecia                          | Rodas              | Aeropuerto Int. de Rodas-Diágoras (estacional)                  |
| Grecia                          | Samos              | Aeropuerto Int. de Samos-Aristarco                              |
| Grecia                          | Zacinto            | Aeropuerto Int. de Zante Dionysios Solomos (estacional)         |
| Hungría                         | Budapest           | Aeropuerto de Budapest-Ferenc Liszt                             |
| Italia                          | Bolonia            | Aeropuerto de Bolonia                                           |
| Italia                          | Bríndisi           | Aeropuerto de Bríndisi                                          |
| Italia                          | Florencia          | Aeropuerto de Florencia (estacional)                            |
| Italia                          | Milán              | Aeropuerto de Milán-Linate                                      |
| Italia                          | Milán              | Aeropuerto de Milán-Malpensa                                    |
| Italia                          | Nápoles            | Aeropuerto de Nápoles-Capodichino                               |
| Italia                          | Roma               | Aeropuerto de Roma-Fiumicino                                    |
| Italia                          | Venecia            | Aeropuerto Int. Marco Polo                                      |
| Lituania                        | Vilna              | Aeropuerto Int. de Vilna                                        |
| Noruega                         | Oslo               | Aeropuerto de Oslo-Gardermoen                                   |
| Polonia                         | Varsovia           | Aeropuerto de Varsovia-Chopin                                   |
| Portugal                        | Faro               | Aeropuerto de Faro (estacional)                                 |
| Portugal                        | Lisboa             | Aeropuerto de Lisboa                                            |
| Portugal                        | Oporto             | Aeropuerto de Oporto-Francisco Sá Carneiro                      |
| República Checa                 | Praga              | Aeropuerto de Praga                                             |
| Suecia                          | Estocolmo          | Aeropuerto de Estocolmo-Arlanda                                 |
| Suecia                          | Gotemburgo         | Aeropuerto de Gotemburgo-Landvetter                             |
| Suiza                           | Ginebra            | Aeropuerto Int. de Ginebra                                      |
| Suiza                           | Zúrich             | Aeropuerto Int. de Zúrich                                       |
| Turquía                         | Estambul           | Aeropuerto de Estambul                                          |
| Reino Unido                     | Birmingham         | Aeropuerto de Birmingham-West Midlands                          |
| Reino Unido                     | Edimburgo          | Aeropuerto de Edimburgo                                         |
| Reino Unido                     | Londres            | Aeropuerto de Londres-Heathrow                                  |
| Reino Unido                     | Mánchester         | Aeropuerto de Mánchester                                        |

## Flota

### Flota actual
| Aeronaves       | En servicio | Pedidos | Pasajeros                                         | Pasajeros                                         | Pasajeros                                         | Pasajeros                                         | Matrículas                                        | Antigüedad                                        | Notas                                                       |
| Aeronaves       | En servicio | Pedidos | C                                                 | Y+                                                | Y                                                 | Total                                             | Matrículas                                        | Antigüedad                                        | Notas                                                       |
| --------------- | ----------- | ------- | ------------------------------------------------- | ------------------------------------------------- | ------------------------------------------------- | ------------------------------------------------- | ------------------------------------------------- | ------------------------------------------------- | ----------------------------------------------------------- |
| Airbus A319     | 15          | —       | —                                                 | —                                                 | 141                                               | 141                                               | OO-SSJ                                            | 22 años                                           | Uno con la librea de Star Alliance                          |
| Airbus A319     | 15          | —       | —                                                 | —                                                 | 141                                               | 141                                               | OO-SSL                                            | 21,7 años                                         | Uno con la librea de Star Alliance                          |
| Airbus A319     | 15          | —       | —                                                 | —                                                 | 141                                               | 141                                               | OO-SSN                                            | 21,2 años                                         | Uno con la librea de Star Alliance                          |
| Airbus A319     | 15          | —       | —                                                 | —                                                 | 141                                               | 141                                               | OO-SSS                                            | 20,8 años                                         | Uno con la librea de Star Alliance                          |
| Airbus A319     | 15          | —       | —                                                 | —                                                 | 141                                               | 141                                               | OO-SSV                                            | 20,2 años                                         | Uno con la librea de Star Alliance                          |
| Airbus A319     | 15          | —       | —                                                 | —                                                 | 141                                               | 141                                               | OO-SSU                                            | 20,1 años                                         | Uno con la librea de Star Alliance                          |
| Airbus A319     | 15          | —       | —                                                 | —                                                 | 141                                               | 141                                               | OO-SSX                                            | 19,9 años                                         | Uno con la librea de Star Alliance                          |
| Airbus A319     | 15          | —       | —                                                 | —                                                 | 141                                               | 141                                               | OO-SSO                                            | 19,7 años                                         | Uno con la librea de Star Alliance                          |
| Airbus A319     | 15          | —       | —                                                 | —                                                 | 141                                               | 141                                               | OO-SSA                                            | 19,3 años                                         | Uno con la librea de Star Alliance                          |
| Airbus A319     | 15          | —       | —                                                 | —                                                 | 141                                               | 141                                               | OO-SSB                                            | 19,3 años                                         | Uno con la librea de Star Alliance                          |
| Airbus A319     | 15          | —       | —                                                 | —                                                 | 141                                               | 141                                               | OO-SSY                                            | 18,9 años                                         | Uno con la librea de Star Alliance                          |
| Airbus A319     | 15          | —       | —                                                 | —                                                 | 141                                               | 141                                               | OO-SSF                                            | 18,1 años                                         | Uno con la librea de Star Alliance                          |
| Airbus A319     | 15          | —       | —                                                 | —                                                 | 141                                               | 141                                               | OO-SSW                                            | 16,7 años                                         | Uno con la librea de Star Alliance                          |
| Airbus A319     | 15          | —       | —                                                 | —                                                 | 141                                               | 141                                               | OO-SSQ                                            | 15,3 años                                         | Uno con la librea de Star Alliance                          |
| Airbus A319     | 15          | —       | —                                                 | —                                                 | 141                                               | 141                                               | OO-SSR                                            | 14,1 años                                         | Uno con la librea de Star Alliance                          |
| Airbus A320-200 | 16          | —       | —                                                 | —                                                 | 180                                               | 180                                               | OO-SNB                                            | 23,1 años                                         | Cinco aviones con la librea Belgian Icons: OO-SNA/B/C/D/F.  |
| Airbus A320-200 | 16          | —       | —                                                 | —                                                 | 180                                               | 180                                               | OO-TCH                                            | 21,4 años                                         | Cinco aviones con la librea Belgian Icons: OO-SNA/B/C/D/F.  |
| Airbus A320-200 | 16          | —       | —                                                 | —                                                 | 180                                               | 180                                               | OO-SNL                                            | 21,3 años                                         | Cinco aviones con la librea Belgian Icons: OO-SNA/B/C/D/F.  |
| Airbus A320-200 | 16          | —       | —                                                 | —                                                 | 180                                               | 180                                               | OO-TCV                                            | 21,2 años                                         | Cinco aviones con la librea Belgian Icons: OO-SNA/B/C/D/F.  |
| Airbus A320-200 | 16          | —       | —                                                 | —                                                 | 180                                               | 180                                               | OO-SNI                                            | 21,2 años                                         | Cinco aviones con la librea Belgian Icons: OO-SNA/B/C/D/F.  |
| Airbus A320-200 | 16          | —       | —                                                 | —                                                 | 180                                               | 180                                               | OO-SNM                                            | 21,1 años                                         | Cinco aviones con la librea Belgian Icons: OO-SNA/B/C/D/F.  |
| Airbus A320-200 | 16          | —       | —                                                 | —                                                 | 180                                               | 180                                               | OO-TCQ                                            | 20,7 años                                         | Cinco aviones con la librea Belgian Icons: OO-SNA/B/C/D/F.  |
| Airbus A320-200 | 16          | —       | —                                                 | —                                                 | 180                                               | 180                                               | OO-SNH                                            | 20,1 años                                         | Cinco aviones con la librea Belgian Icons: OO-SNA/B/C/D/F.  |
| Airbus A320-200 | 16          | —       | —                                                 | —                                                 | 180                                               | 180                                               | OO-SNF                                            | 18 años                                           | Cinco aviones con la librea Belgian Icons: OO-SNA/B/C/D/F.  |
| Airbus A320-200 | 16          | —       | —                                                 | —                                                 | 180                                               | 180                                               | OO-SNJ                                            | 17 años                                           | Cinco aviones con la librea Belgian Icons: OO-SNA/B/C/D/F.  |
| Airbus A320-200 | 16          | —       | —                                                 | —                                                 | 180                                               | 180                                               | OO-SNK                                            | 16,4 años                                         | Cinco aviones con la librea Belgian Icons: OO-SNA/B/C/D/F.  |
| Airbus A320-200 | 16          | —       | —                                                 | —                                                 | 180                                               | 180                                               | OO-SNO                                            | 15,2 años                                         | Cinco aviones con la librea Belgian Icons: OO-SNA/B/C/D/F.  |
| Airbus A320-200 | 16          | —       | —                                                 | —                                                 | 180                                               | 180                                               | OO-SNE                                            | 14,2 años                                         | Cinco aviones con la librea Belgian Icons: OO-SNA/B/C/D/F.  |
| Airbus A320-200 | 16          | —       | —                                                 | —                                                 | 180                                               | 180                                               | OO-SNN                                            | 14,1 años                                         | Cinco aviones con la librea Belgian Icons: OO-SNA/B/C/D/F.  |
| Airbus A320-200 | 16          | —       | —                                                 | —                                                 | 180                                               | 180                                               | OO-SNP                                            | 11 años                                           | Cinco aviones con la librea Belgian Icons: OO-SNA/B/C/D/F.  |
| Airbus A320-200 | 16          | —       | —                                                 | —                                                 | 180                                               | 180                                               | OO-SNQ                                            | 10,9 años                                         | Cinco aviones con la librea Belgian Icons: OO-SNA/B/C/D/F.  |
| Airbus A320neo  | 3           | 2       | —                                                 | —                                                 | 180                                               | 180                                               | OO-SBA                                            | 0,7 años                                          |                                                             |
| Airbus A320neo  | 3           | 2       | —                                                 | —                                                 | 180                                               | 180                                               | OO-SBB                                            | 0,5 años                                          |                                                             |
| Airbus A320neo  | 3           | 2       | —                                                 | —                                                 | 180                                               | 180                                               | OO-SBC                                            | 0,3 años                                          |                                                             |
| Airbus A330-300 | 9           | 1       | 30                                                | 21                                                | 244                                               | 295                                               | OO-SFH                                            | 18,9 años                                         | Los más viejos serán remplazados por otros de segunda mano. |
| Airbus A330-300 | 9           | 1       | 30                                                | 28                                                | 225                                               | 283                                               | OO-SFJ                                            | 18,6 años                                         | Los más viejos serán remplazados por otros de segunda mano. |
| Airbus A330-300 | 9           | 1       | 30                                                | 21                                                | 244                                               | 295                                               | OO-SFC                                            | 16,4 años                                         | Los más viejos serán remplazados por otros de segunda mano. |
| Airbus A330-300 | 9           | 1       | 30                                                | 21                                                | 244                                               | 295                                               | OO-SFB                                            | 16,2 años                                         | Los más viejos serán remplazados por otros de segunda mano. |
| Airbus A330-300 | 9           | 1       | 30                                                | 21                                                | 244                                               | 295                                               | OO-SFD                                            | 15,6 años                                         | Los más viejos serán remplazados por otros de segunda mano. |
| Airbus A330-300 | 9           | 1       | 30                                                | 21                                                | 244                                               | 295                                               | OO-SFG                                            | 15,3 años                                         | Los más viejos serán remplazados por otros de segunda mano. |
| Airbus A330-300 | 9           | 1       | 30                                                | 21                                                | 244                                               | 295                                               | OO-SFE                                            | 15,1 años                                         | Los más viejos serán remplazados por otros de segunda mano. |
| Airbus A330-300 | 9           | 1       | 30                                                | 21                                                | 244                                               | 295                                               | OO-SFX                                            | 14,4 años                                         | Los más viejos serán remplazados por otros de segunda mano. |
| Airbus A330-300 | 9           | 1       | 30                                                | 21                                                | 244                                               | 295                                               | OO-SFF                                            | 14 años                                           | Los más viejos serán remplazados por otros de segunda mano. |
| Total           | 43          | 3       | Edad media de la flota (mayo de 2024): 16,7 años. | Edad media de la flota (mayo de 2024): 16,7 años. | Edad media de la flota (mayo de 2024): 16,7 años. | Edad media de la flota (mayo de 2024): 16,7 años. | Edad media de la flota (mayo de 2024): 16,7 años. | Edad media de la flota (mayo de 2024): 16,7 años. | Edad media de la flota (mayo de 2024): 16,7 años.           |

### Flota histórica
| Aeronaves                      | Total | Introducido | Retirado | Matrículas |
| ------------------------------ | ----- | ----------- | -------- | --- |
| Airbus A330-200                | 4     | 2013        | 2020     | OO-SFT, OO-SFU, OO-SFY y OO-SFZ                                                                                 |
| Airbus A340-300                | 2     | 2018        | 2019     | OO-SCW y OO-SCX                                                                                                 |
| Avro RJ85                      | 14    | 2007        | 2014     | OO-DJK, OO-DJL, OO-DJN, OO-DJO, OO-DJP, OO-DJQ, OO-DJR, OO-DJS, OO-DJT, OO-DJV, OO-DJW, OO-DJX, OO-DJY y OO-DJZ |
| Avro RJ100                     | 12    | 2007        | 2017     | OO-DWA, OO-DWB, OO-DWC, OO-DWD, OO-DWE, OO-DWF, OO-DWG, OO-DWH, OO-DWI, OO-DWJ, OO-DWK y OO-DWL                 |
| Boeing 737-300                 | 5     | 2007        | 2012     | OO-LTM, OO-VEG, OO-VEH, OO-VEN y OO-VEX                                                                         |
| Boeing 737-400                 | 6     | 2007        | 2012     | OO-VBR, OO-VEJ, OO-VEK, OO-VEP, OO-VES y OO-VET                                                                 |
| Bombardier CRJ-900             | 4     | 2020        | 2020     | EI-GEA, EI-GEB, EI-GED y EI-FPE                                                                                 |
| British Aerospace 146-200      | 6     | 2007        | 2008     | OO-DJE, OO-DJF, OO-DJG, OO-DJH, OO-DJJ y OO-MJE                                                                 |
| British Aerospace 146-300      | 1     | 2016        | 2016     | D-AWBA |
| De Havilland Canada Dash 8-400 | 5     | 2011        | 2017     | G-ECOH, G-ECOI, G-ECOK, G-JECY y OE-LGC                                                                         |
| Embraer 145                    | 1     | 2014        | 2019     | G-RJXI |
| Sukhoi Superjet 100            | 7     | 2016        | 2019     | EI-FWA, EI-FWB, EI-FWC, EI-FWD, EI-FWE, EI-FWF y EI-FWG                                                         |

## Esquema de colores

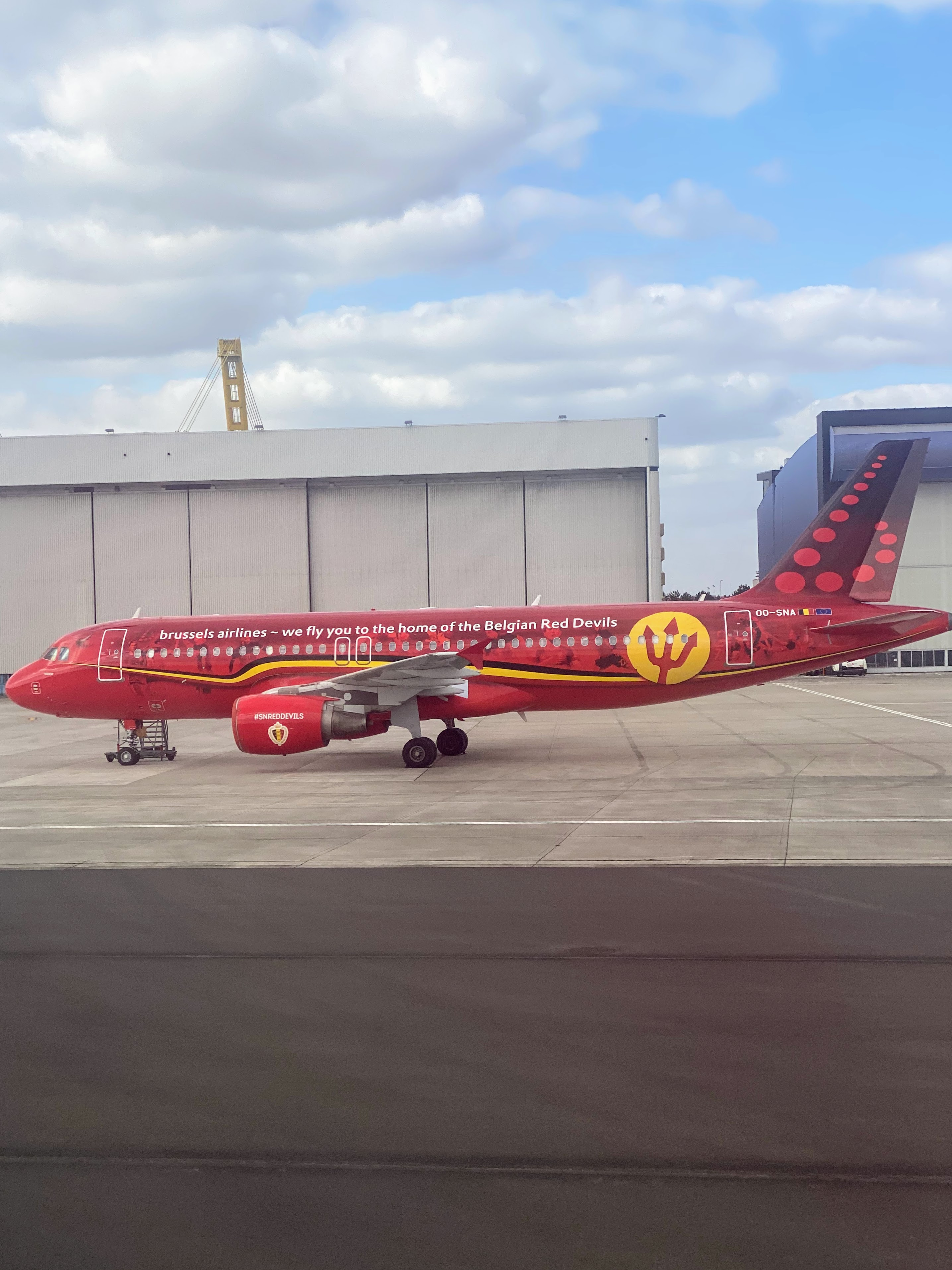
Airbus A320-200 Red Devils Livery de Brussels Airlines en el aeropuerto de Bruselas

El esquema de colores es similar al de SN Brussels Airlines, con cambios menores. La cola ahora presenta el nuevo logo con la "B punteada" de la aerolínea, en lugar de la "S" de Sabena. El indicativo se mantiene en ESTAIL a pesar del cambio. La línea anaranjada en el fuselaje ha sido removida. El detalle en celeste ha sido extendido para cubrir todo el largo de la aeronave. El nombre "Brussels Airlines" está escrito en azul oscuro en la parte superior del fuselaje, precedido por el logo de la "b" de la aerolínea. La mayoría de las aeronaves tienen un logo alterado de la "b", por lo cual varios pasajeros supersticiosos se mostraron preocupados respecto a los trece puntos atrayendo la mala suerte. El logo actualmente consiste en catorce puntos...
Para el festival de música electrónica "Tomorrowland", Brussel Airlines le hace un homenaje a este pintando el logo del festival encima de las alas , además las azafatas cambiaron su uniforme por uno del festival.